# Permis de travail A (Belgique)
En Belgique, un permis de travail A est un document administratif valable pour toutes les professions salariées et à durée illimitée. Ce document administratif est accordé au ressortissant étranger qui justifie, sur une période maximale de dix ans de séjour légal et ininterrompu précédant immédiatement la demande, de quatre années de travail couvertes par un permis de travail B.
À certaines conditions, ce délai de quatre années peut être réduit à deux ou trois années. Par ailleurs, certaines périodes (par exemple : période de maladie...) sont assimilées à du travail. Néanmoins, certaines périodes ne sont pas prises en compte, même si elles sont couvertes par un permis B (par exemple : période de stage, période de travail comme travailleurs détachés...).

## Formalités administratives pour l'introduction des demandes
La demande doit être faite à l'initiative du travailleur étranger à l'aide de formulaires disponibles dans les services régionaux de placement : 
- le FOREM en Région wallonne
- l'ORBEM à la Région de Bruxelles-Capitale, service demande de permis de travail
- le VDAB en Région flamande, Le permis de travail au VDAB

## Base légale
- Loi du 30 avril relative à l'occupation des travailleurs étrangers (Moniteur belge du 21 mai 1999) ;
- Arrêté royal du 9 juin 1999 portant exécution de la loi du 30 avril 1999 relative à l'occupation des travailleurs étrangers (Moniteur belge du 26 juin 1999).

La demande doit également être introduite auprès de l'organisme compétent en fonction du lieu de séjour du travailleur.